# Supercoppa Sudamericana 1995
La Supercoppa Sudamericana 1995 è stata l'ottava edizione del torneo. Alla manifestazione parteciparono 17 squadre, e il vincitore fu l'Independiente.

## Formula
Le squadre si affrontano in turni a eliminazione diretta.

## Partecipanti
| Nazione   | Squadra            |
| --------- | ------------------ |
| Argentina | Argentinos Juniors |
| Argentina | Boca Juniors       |
| Argentina | Estudiantes (LP)   |
| Argentina | Independiente      |
| Argentina | Racing Club        |
| Argentina | River Plate        |
| Argentina | Vélez Sarsfield    |
| Brasile   | Cruzeiro           |
| Brasile   | Flamengo           |
| Brasile   | Grêmio             |
| Brasile   | San Paolo          |
| Brasile   | Santos             |
| Cile      | Colo-Colo          |
| Colombia  | Atlético Nacional  |
| Paraguay  | Olimpia            |
| Uruguay   | Nacional           |
| Uruguay   | Peñarol            |

## Incontri

### Ottavi di finale

#### Andata
| Arbitro: | Pereira da Silva |

|                  |           |        |
| Monzón ?’ (rig.) | Marcatori | Fabbri |

| Arbitro: | Castrilli |

|          |           |  |
| Belletti | Marcatori |  |

| Arbitro: | Da Rosa |

|      |           |  |
| Caio | Marcatori |  |

| Arbitro: | Matto |

|       |           |         |
| Alvez | Marcatori | Jamelli |

| Arbitro: | Sánchez |

|                                           |           |  |
| O'Neill González Lemos ?’ (rig.) Canobbio | Marcatori |  |

| Arbitro: | Imperatore |

|                          |           |                       |
| Trotta ?’ (rig.) Herrera | Marcatori | Edmundo Sávio Rodrigo |

| Arbitro: | González |

|                |           |                             |
| Pacheco Romero | Marcatori | Cedrés Francescoli Gallardo |

| Arbitro: | Mendonça |

|          |           |                              |
| Ferreyra | Marcatori | Aristizábal Mosquera Álvarez |

| Arbitro: | Aquino |

|                            |           |       |
| Adílson Jardel Paulo Nunes | Marcatori | López |

| Arbitro: | Rodas |

|          |           |               |
| González | Marcatori | Caio Denílson |

#### Ritorno
| Arbitro: | Gamboa |

|      |           |                      |
| Pico | Marcatori | M. Sanabria González |

| Arbitro: | Araújo |

|             |           |                |
| Lemma Ramos | Marcatori | Lemos Canobbio |

| Santiago del Cile 21 settembre 1995 | Colo-Colo | 0 – 0 | Cruzeiro | \| Arbitro: \| Lamolina \| |
| Arbitro:                            | Lamolina  |       |          |                            |

| Arbitro: | Pereira da Silva |

|                                                         |                      |                                                                    |
| Francescoli Ortega                                      | Marcatori            | Magallanes Romero Bengoechea                                       |
| Francescoli Gallardo Ortega Amato Rivarola Díaz Astrada | Tiri di rigore 7 – 6 | Bengoechea Pacheco Rodríguez Gutiérrez Tais Aguirregaray Baltierra |

| Uberlândia 3 ottobre 1995                                              | Flamengo  | 3 – 0 | Vélez Sársfield |  |
| \| \| \| \| \| Pellegrino ?’ (aut.) Edmundo Romário \| Marcatori \| \| |           |       |                 |  |
|                                                                        |           |       |                 |  |
| Pellegrino ?’ (aut.) Edmundo Romário                                   | Marcatori |       |                 |  |

| Arbitro: | Guevara |

|             |           |         |
| Aristizábal | Marcatori | Bennett |

| Santos 4 ottobre 1995 | Santos               | 2 – 2                                      | Independiente |  |
| \| \| \| \| \| Camanducaia Geovanni \| Marcatori \| Mazzoni Domizi \| \| Gallo Geovanni Jamelli Capixaba Robert \| Tiri di rigore 2 – 3 \| Burruchaga Serrizuela Arzeno Garnero Cagna \| |                      |                                            |               |  |
| |                      |                                            |               |  |
| Camanducaia Geovanni | Marcatori            | Mazzoni Domizi                             |               |  |
| Gallo Geovanni Jamelli Capixaba Robert | Tiri di rigore 2 – 3 | Burruchaga Serrizuela Arzeno Garnero Cagna |               |  |

| Arbitro: | Peña |

|                        |           |                             |
| López Delgado Carrario | Marcatori | , Jardel ?’ (aut.) Viqueira |

| Arbitro: | Dluzniewski |

|                        |           |                 |
| Márcico ?’ (rig.) Pico | Marcatori | , Amarildo Caio |

| San Paolo del Brasile 18 ottobre 1995             | São Paulo | 0 – 3           | Olimpia |  |
| \| \| \| \| \| \| Marcatori \| , González Báez \| |           |                 |         |  |
|                                                   |           |                 |         |  |
|                                                   | Marcatori | , González Báez |         |  |

### Quarti di finale

#### Andata
| Arbitro: | Castrilli |

|  |           |                 |
|  | Marcatori | ?’ (rig.) Sávio |

NB: questo incontro è anche valido per il Copa de Oro 1995
* Partida sospesa al minuto 47 per l'inferiorità numerica del Cruzeiro, rimasto con 6 giocatori in campo in seguito a 4 espulsioni (Rogério, Vanderci, Fabinho e Marcelo) e ai problemi fisici di Luís Fernando.
| Arbitro: | Mendonça |

|  |           |             |
|  | Marcatori | 7’ Palhinha |

| Arbitro: | Rezende |

|          |           |  |
| Mosquera | Marcatori |  |

| Arbitro: | Imperatore |

|                      |           |             |
| Jardel Carlos Miguel | Marcatori | Francescoli |

#### Ritorno
| Arbitro: | González |

|                    |           |  |
| Kanapkis ?’ (aut.) | Marcatori |  |

NB: questo incontro è anche valido per il Copa de Oro 1995
| San Paolo del Brasile 1º novembre 1995 | São Paulo            | 0 – 1                                         | Cruzeiro |  |
| \| \| \| \| \| \| Marcatori \| 58’ Dinei \| \| Bordon André Alemão \| Tiri di rigore 2 – 4 \| Nonato Paulinho McLaren Alberto Gélson Baresi \| |                      |                                               |          |  |
| |                      |                                               |          |  |
| | Marcatori            | 58’ Dinei                                     |          |  |
| Bordon André Alemão | Tiri di rigore 2 – 4 | Nonato Paulinho McLaren Alberto Gélson Baresi |          |  |

| Arbitro: | Gamboa |

|         |           |  |
| López , | Marcatori |  |

| Arbitro: | Matto |

|                                  |                      |                              |
| Ayala Francescoli                | Marcatori            | Arílson ?’ (aut.) Ayala      |
| Francescoli Gallardo Ortega Díaz | Tiri di rigore 4 – 2 | Dinho Arílson Emerson Goiano |

### Semifinali

#### Andata
| Arbitro: | Ruscio |

|           |           |               |
| Mazzoni , | Marcatori | , Francescoli |

| Arbitro: | Nieves |

|  |           |                         |
|  | Marcatori | ?’ (aut.) Paulo Roberto |

#### Ritorno
| Arbitro: | Castrilli |

|                          |                      |                                       |
| Francescoli Ortega Amato | Tiri di rigore 1 – 4 | G. López Burruchaga Serrizuela Bustos |

| Arbitro: | Ruiz |

|                              |           |          |
| Aloísio Márcio Costa Rodrigo | Marcatori | Belletti |

### Finale

#### Andata
| Arbitro: | Imperatore |

| |            | |
| Mazzoni 38’ Domizi 72’ | Marcatori  | |
| · Mondragón P Clausen D Rotchen D Serrizuela D Bustos D Cagna C Acuña C Molina C Alvez C Burruchaga C Domizi C López A Mazzoni A | Formazioni | · P Paulo César D Fabiano D Cláudio D Ronaldão · D Lira C Márcio Costa · C Marquinhos C Djair C Nélio · C Pingo A Romário · A Sávio · A Uéslei |
| López | Allenatori | Rodrigues |

#### Ritorno
| Arbitro: | González |

| |            | |
| Romário 62’ | Marcatori  | |
| · Paulo César P 45’ Cláudio D 45’ Aloísio A Ronaldão D · Lira D Marquinhos D Márcio Costa C · Djair C ?’ Nélio C Rodrigo Mendes C · Uéslei A · Romário A · Sávio A | Formazioni | · P Mondragón D Clausen D Rotchen D Serrizuela D Bustos C Cagna C Molina C Alvez D Kobistyj C Domizi ?’ A López C Burruchaga A Mazzoni |
| Rodrigues | Allenatori | López |